# علم سلوفاكيا

العلم الوطني لسلوفاكيا

علم الجمهورية السلوفاكية الأولى مابين عامي 1939 - 1945 والعلم المدني الحالي للبلاد

أعتمد العلم الوطني لجمهورية سلوفاكيا في 1 أيلول - سبتمبر من سنة 1992 بعد انفصال سلوفاكيا عن جمهورية التشيك ورُفِعَ لأول مرة على قلعة براتيسلافا بعد يومين، ويتكون العلم من ألوان الوحدة السلافية وهي الأبيض والأزرق والأحمر مرتبة بصورة أفقية من الأعلى للأسفل وتتوسطه صورة لشعار النبالة في زاوية اليسار.

## معنى ألوان ورموز العلم
- الصليب البطريركي: يرمز إلى الديانة المسيحية الأكثر انتشاراً في سلوفاكيا السلافية حيث يمثل الصليب الموجود على العلم السلوفاكي القديسان كيرلس وميثوديوس شفيعا البلاد.
- الأبيض: يرمز إلى حالة التسامح بين المذاهب المسيحية الثلاثة الرئيسية في سلوفاكيا: (الكاثوليك - الأرثوذكس - البروتستانت) وإلى الثلوج التي تغطي جبال التاترا والكاربات في فصل الشتاء.
- الأزرق: يرمز إلى نهر الدانوب.
- الأحمر: يرمز إلى تضحية دم يسوع المسيح، الذي سُفك أثناء صلبه.

## التصميم

ورقة البناء

نظرًا لأن علم سلوفاكيا بدون شعار النبالة كان مستوحًى من علم روسيا منذ عام 1848 (تختلف فقط درجات اللونين الأحمر والأزرق)، ويمكن مقارنته أيضًا بعلم سلوفينيا الحديث، فقد أضاف دستور سلوفاكيا في سبتمبر 1992 شعار النبالة الوطني على جانب السارية، ويحيط به هامش أبيض ضيق.
| النموذج اللوني                       | أبيض        | أزرق       | أحمر        |
| ------------------------------------ | ----------- | ---------- | ----------- |
| النموذج اللوني سيان ماجنتا أصفر أسود | 0-0-0-0     | 100-80-0-0 | 0-100-100-0 |
| ألوان الويب                          | FFFFFF      | 254AA5     | ED1C24      |
| النموذج اللوني أحمر أخضر أزرق        | 255-255-255 | 37-74-165  | 237-28-36   |

## وصف شعار النبالة
يوجد داخل الدرع الأحمر صليب أبيض مزدوج في الوسط على ثلاث مرتفعات أوروبية زرقاء وهي (التاترا - الماترا - الفاترا)، يعتبر بالإضافة لشعار النبالة المجري الشعاران الوحيدان في القارة الأوروبية بصورة صليب بطريركي فيهما رمزاً للإمبراطورية البيزنطية.

شعار سلوفاكيا.
شعار المجر.

## أعلام مشابهة

علم الجبل الأسود الثلاثي الألوان
علم صربيا
علم روسيا
علم سلوفينيا